# Altmünster (gmina)
Altmünster – gmina targowa w Austrii, w kraju związkowym Górna Austria, w powiecie Gmunden.

## Współpraca
Miejscowości partnerskie:
- Hoegaarden, Belgia
- Niederau – dzielnica Düren, Niemcy